# Roeselia mesotherma
Roeselia mesotherma är en fjärilsart som beskrevs av George Francis Hampson 1914. Roeselia mesotherma ingår i släktet Roeselia och familjen trågspinnare. Inga underarter finns listade.